# زیهام، اتریش
زیهام (به آلمانی: Seeham) یک منطقهٔ مسکونی در اتریش است که در ناحیه زالتسبورگ-اومگه‌بونگ واقع شده‌است. زیهام ۱۰٫۳۸ کیلومتر مربع مساحت دارد ۵۰۳ متر بالاتر از سطح دریا واقع شده‌است.